# Brandýs nad Orlicí
Brandýs nad Orlicí (německy Brandeis an der Adler) je město v okrese Ústí nad Orlicí v Pardubickém kraji. Rozkládá se na obou březích řeky Tiché Orlice na spojnici města Ústí nad Orlicí, vzdáleného jedenáct kilometrů východním směrem, a Chocně, ležící pět kilometrů západně od Brandýsa. Žije v něm přibližně 1 300 obyvatel. Městem prochází železniční tah Pardubice – Česká Třebová. Historické jádro města je od roku 1995 městskou památkovou zónou.

## Historie

### Středověk
O nejstarších dějinách Brandýsa se dochovalo jen velmi málo zpráv. V roce 1227 se zmiňuje Loukoť, a to jako „jako majetek Kojaty Hrabišice, který ho odkázal svému sluhovi (družiníkovi) Oslovi“. Po založení hradu tato část města, jejíž existenci připomíná místní název, splynula s nově vzniklou osadou. Prvním dokladem, který se nepochybně vztahuje k Brandýsu nad Orlicí, je teprve zpráva o Sezemovi de Brandis, který byl ručitelem za dluhy Vítka ze Švábenic, usazeného na nepříliš vzdálených Českých Heřmanicích. Na počátku 14. století vlastnil zboží patřící k hradu Brandýsu Oldřich de Brandeiz, kterého připomíná v roce 1308 Zbraslavská kronika jako škůdce lanšperského klášterního panství. Ve druhé polovině 14. století patřil Brandýs rodu pánů z Boskovic a v jejich majetku se udržel do 1. čtvrtiny 15. století, načež krátce přešel do držení Smila ze Šternberka, který se zde připomíná mezi lety 1429‒1431. Okolo roku 1450 se stal Brandýs nad Orlicí majetkem panského rodu Kostků z Postupic, který držel i nedalekou Litomyšl. S rodem pánů z Postupic je spojeno i první známé privilegium pro Brandýs. Jan z Postupic se jím dne 26. června 1483 vzdal na celém panství ve prospěch svých poddaných odúmrtního práva a stanovil, že při robotách ke dvoru Kaliště mají být při žnutí a klizení obilí poddaní opatřeni jídlem a pitím z hradu a potažní zvířata obrokem. Daroval též měšťanům řeku Tichou Orlici od Kamenného mlýna až do pustého mlýniště pod Pernou.

### 16. a 17. století
Předbělohorské období lze v jistém smyslu považovat za zlatý věk Brandýsa. Vedle hospodářského rozvoje lokality je zde také spojeno také s existencí jednoho z nejstarších sborů jednoty bratrské a s působením řady významných osobností té doby. V roce 1503 obdržel Brandýs od českého krále Vladislava Jagellonského znak pro městečko: dvoje zlaté hrábě položené na kříž v modrém poli (užívali jej sami Kostkové), měšťané mohli též pečetit zeleným voskem. Brzy poté panství a město přešlo téměř na čtyři desetiletí do vlastnictví rodu pánů z Pernštejna. Jan Kostka jej totiž za 14000 kop grošů českých prodal Vilémovi z Pernštejna, který oddělil nejvzdálenější osady a připojil je ke svému potštejnskému panství, hrad nad městečkem nechal v roce 1507 pobořit, aby nemohl být obýván. Vilémův syn Jan však v roce 1544 prodal větší část panství i město Brandýs Bohušovi Kostkovi z Postupic.

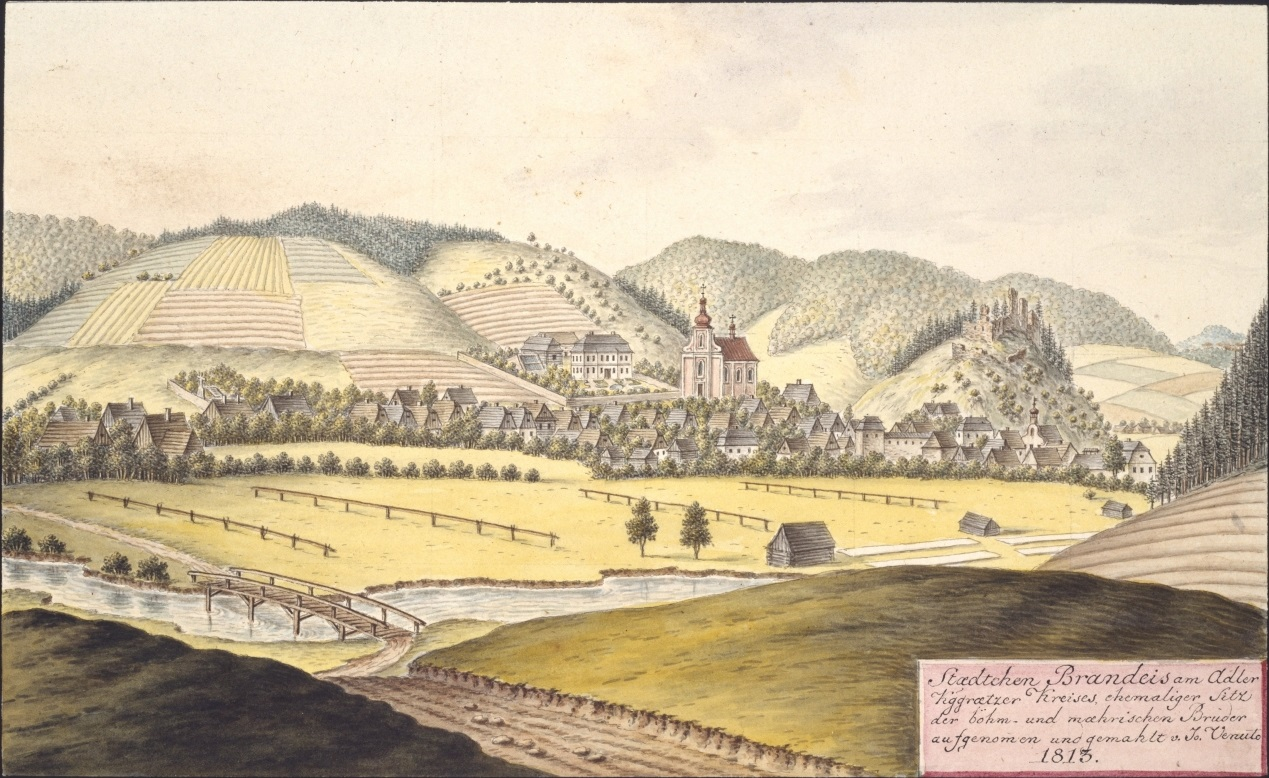
Nejstarší vyobrazení Brandýsa na vedutě Jana Antonína Venuta z roku 1813

Určitým zásahem do dějin města bylo potlačení stavovské revolty v roce 1547 a následné potrestání jejích původců. Jedním z čelných představitelů odboje byl právě Bohuše Kostka z Postupic, jemuž král odebral zástavní panství Litomyšl a držení Brandýsa mu změnil na manství. Za aktivní účast na povstání na Kostku navíc uvalil domácí vězení, Bohuše bez zvláštního králova povolení nesměl opustit městečko Brandýs. V něm si Bohuše, v jihozápadní části dnešního náměstí, vystavěl nové panské obydlí, neboť hrad Brandýs již nesplňoval dobové nároky na bydlení. Protože Bohuše zemřel bez dědiců, spadlo panství na krále, který v roce 1558 prodal Bohušově druhé manželce Libuši z Lomnice městečko Brandýs a panství za 7000 kop grošů českých do dědičného držení. Ta jej však již následujícího roku odkázala v rámci posledního pořízení svému synovi z prvního manželství, Janovi starší ze Žerotína. Janově první manželce, Marianě Černohorské z Boskovic, se v Brandýse v novém panském domě narodil v roce 1564 budoucí, velmi významný stavovský politik Karel starší ze Žerotína.

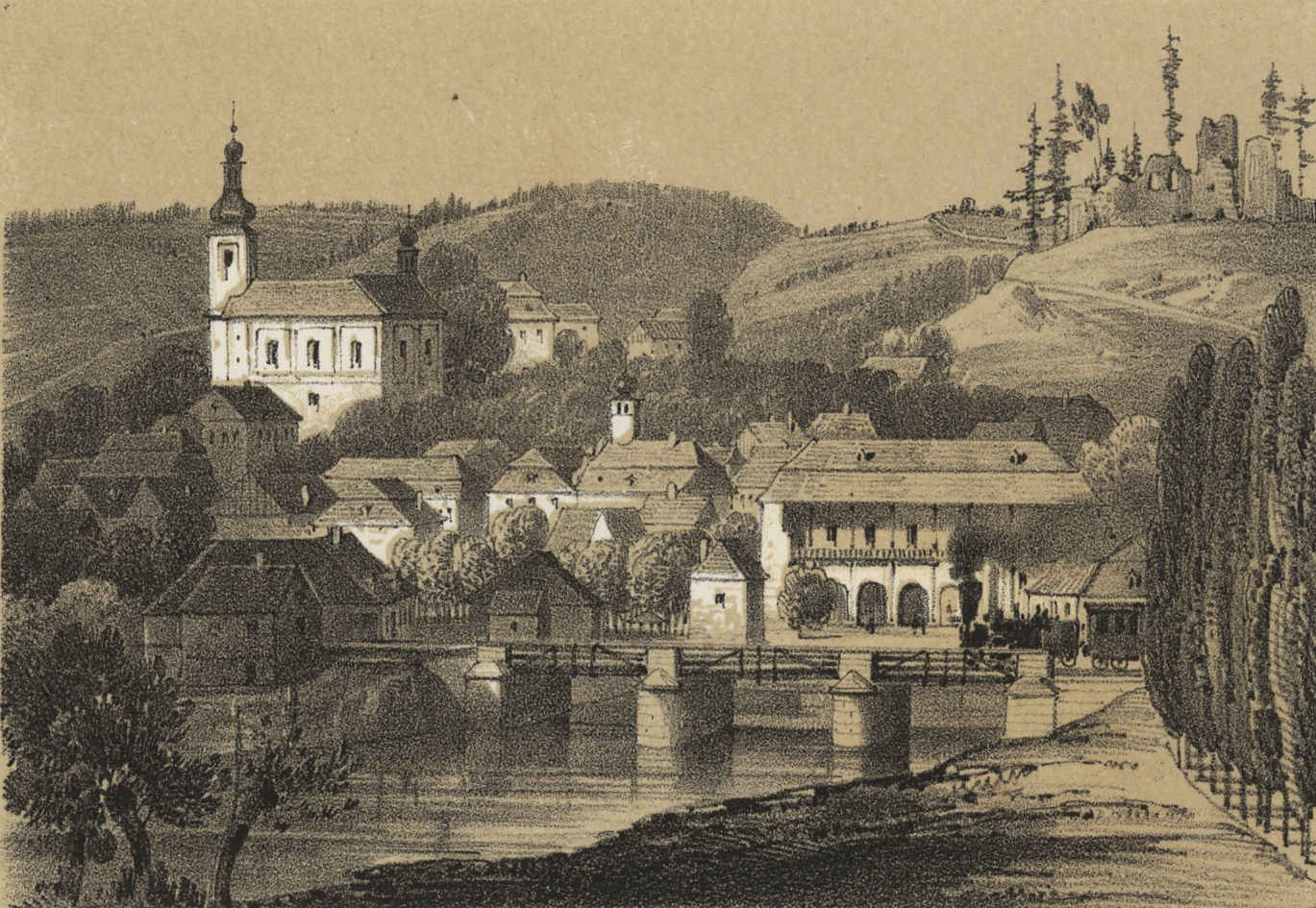
Pohled na Brandýs v roce 1845.

V osmdesátých letech 16. století bydlel Karel starší ze Žerotína v Brandýse se svými dvěma bratry a se sestrami, z nichž Bohunka zde v roce 1590 zemřela a byla pohřbena v novém kostelíku na Loukoti, který nechal vystavět Jan starší ze Žerotína pro svoji zemřelou matku Libuši z Lomnice. Když došlo v roce 1597 k majetkovému vyrovnání synů Jana staršího ze Žerotína, obdržel Karel panství Rosice a Přerov a Brandýs připadl jeho mladšímu bratru Janu Divišovi, který zemřel v roce 1616 a panství odkázal své manželce Anně. Vdova však bezprostředně poté učinila s Karlem starším ze Žerotína smlouvu a Brandýs mu vložila do zemských desk. Nový majitel udělil v roce 1617 brandýským měšťanům četné výsady, ale již o dvě léta později čeští stavové Karlovi Brandýs za jeho pasivní postoj vůči stavovskému povstání zabavili a panství uvedli pod nucenou správu. Karel jej však již v roce 1620 získal zpět a učinil z města útočiště pronásledovaných kněží jednoty bratrské, mezi nimiž byl i Jan Amos Komenský, který se zde v roce 1624 oženil s Dorotou Cyrillovou (sňatek zaznamenávají brandýské městské knihy). Bratrští kněží se v Brandýse pod Karlovou ochranou skrývali až do konečného odchodu do polského exilu v letech 1627 a 1628, avšak ještě dlouho poté, prakticky až do smrti Karla staršího ze Žerotína, zůstával majetek zdejšího bratrského sboru významněji nedotčen.
Po smrti Karla staršího ze Žerotína vlastnila Brandýs krátký čas vdova Kateřina z Valdštejna a mezi lety 1637–1652 pak Marie Zárubová z Hustířan, která se musela vypořádat s dědickými nároky Bruntálských z Vrbna. Marie panství prodala Janu Bedřichovi z Trauttmansdorffu, který současně držel i Litomyšl. V době vlády tohoto rodu bylo panství podrobeno rekatolizaci, přičemž reformační minulost lokality téměř upadla v zapomnění. Brandýs také přestal být rezidenčním místem majitele panství a část vrchnostenských staveb z tohoto důvodu zchátrala.

### 18. a 19. století

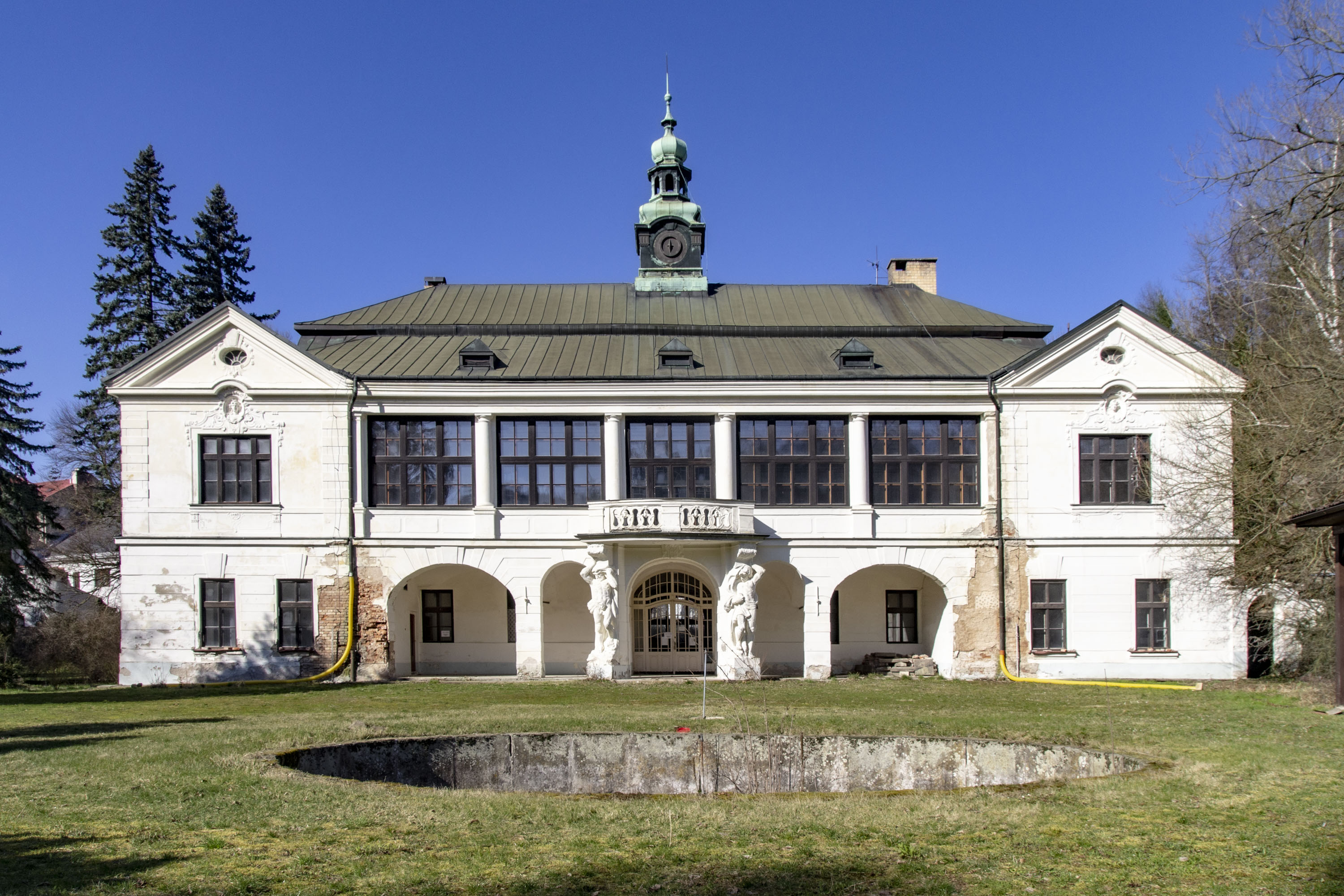

Dnešní podoba nového zámku v Brandýse nad Orlicí
Rodu Trauttmansdorffů patřilo brandýské panství po celé 18. století. Po Janu Bedřichovi (respektive krátké poručnické správě) jej držel František Bedřich z Trauttmansdorffu (1699–1723), Marie Terezie z Trauttmansdorffu (1723–1766), František Norbert z Trauttmansdorffu (1766–1783), který v Brandýse začal stavět nový zámek, jehož jádro se dochovalo do současnosti, a František Ferdinand z Trauttmansdorffu (1783–1806). V květnu 1721 nalezl obecní pasák vchod do žerotínské hrobky na Loukoti a došlo ke sporu o zde spočívající ostatky a rakve, který se táhl celých 26 let. Církevní vrchnost si činila nárok na rakve, ale nebožtíkům odmítla dopřát nový pohřeb, protože se nepodařilo prokázat, že pohřbení byli katolíci. Hrobka byla během této doby několikrát vykradena a ostatky zneuctěny pátráním po klenotech. V květnu 1747 byly ostatky uloženy do dubové truhly, ponechané v hrobce. Na začátku 19. století po opětovném rozptýlení kostí po hrobce, jež byla neustále přístupná, byly pozůstatky Žerotínů provizorně pohřbeny v sousední zahradě. V roce 1842 byly na příkaz hrabat ze Žerotína exhumovány a pohřbeny v rodinné hrobce v kostele svatého Jiří v Bludově.
Poté, co v roce 1806 Ferdinand z Trauttmansdorffu panství prodal, Brandýs v průběhu 19. století rychle měnil své majitele, dokonce byl několikrát nabízen ve veřejné dražbě. Postupně se v jeho držbě vystřídali komtur řádu německých rytířů Arnošt Mořic z Lynaru (1806–1807), Ota Rochus z Lynaru (1807–1818 a opět 1831), Karel Blažek (1817–1818) a Jan Blažek (1818–1820), Marie Magdalena Blažková (1820–1831), Antonín z Valdštejna (1831–1855), Alfons Chimay a jeho dědicové (1855–1869). V roce 1869 panství koupil Jiří Parish, jemuž patřil Žamberk. V držení rodu Parishů Brandýs zůstal až do začátku 20. století. Ještě v době první poloviny 19. století se o Brandýs a jeho minulost začali zajímat protagonisté národního obrození. V roce 1838 sem zavítal jazykovědec a literární historik Alois Vojtěch Šembera, který zde pátral po ostatcích Karla st. ze Žerotína a pod dojmem z návštěvy místa mu navrhl postavit pomník. Idea byla realizována až v roce 1865.

## Obyvatelstvo
| Rok            | 1869  | 1880  | 1890  | 1900  | 1910  | 1921  | 1930  | 1950  | 1961  | 1970  | 1980  | 1991  | 2001  | 2011  | 2021  |
| -------------- | ----- | ----- | ----- | ----- | ----- | ----- | ----- | ----- | ----- | ----- | ----- | ----- | ----- | ----- | ----- |
| Počet obyvatel | 1 230 | 1 274 | 1 167 | 1 118 | 1 217 | 1 278 | 1 428 | 1 528 | 1 499 | 1 462 | 1 465 | 1 494 | 1 438 | 1 377 | 1 277 |
| Počet domů     | 221   | 221   | 221   | 197   | 209   | 212   | 257   | 301   | 292   | 298   | 310   | 359   | 369   | 380   | 384   |

## Městská správa

### Městské symboly
Znak města je historický, vlajka byla městu udělena rozhodnutím předsedy Poslanecké sněmovny Parlamentu České republiky dne 19. ledna 1995.

## Pamětihodnosti
- Pamětní síň Jana Amose Komenského – Náměstí Komenského 203
- Kostel Nanebevstoupení P. Ježíše
- Socha Panny Marie na náměstí
- Socha svatého Jana Nepomuckého u Tiché Orlice
- Pomník Jana Amose Komenského v údolí
- Pomník obětem fašismu u školy
- Nemocnice, rehabilitační ústav s parkem
- Tělocvična (sokolovna)
- Adámkova vila
- Zřícenina hradu
- Raně barokní zámek
- Zřícenina hradu Orlík
- Přírodní bludiště – labyrint v Brandýse nad Orlicí[17] a Poutníkova stezka budovaná občanským sdružením Brandýs ve světě.[18]

## Osobnosti
- Jan Jiskra z Brandýsa (asi 1400 – asi 1469), válečník a diplomat
- Karel starší ze Žerotína (1564, Brandýs nad Orlicí – 1636, Přerov)
- Josef Diviš (1885, Brandýs nad Orlicí – 1967 Nový Zéland). Amatérský fotograf a dobrodruh. Jeho pozůstalost obsahovala stovky negativů  na skleněných destičkách. Tyto dokumentují život obyčejných lidí na Novém Zélandu – negativy jsou postupně vyvolávány a ukládány do místních muzeí.[19]

## Galerie

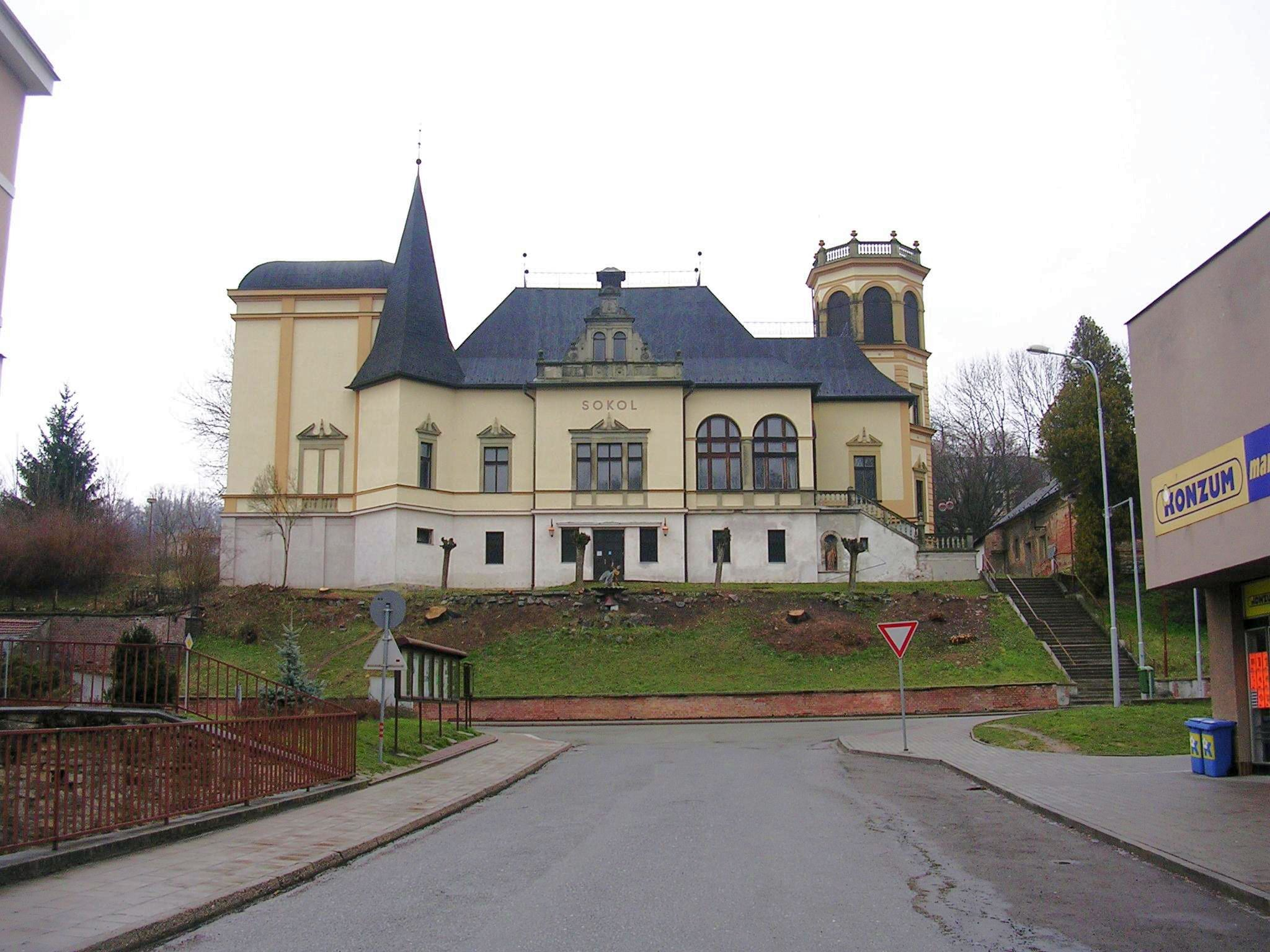
Sokolovna
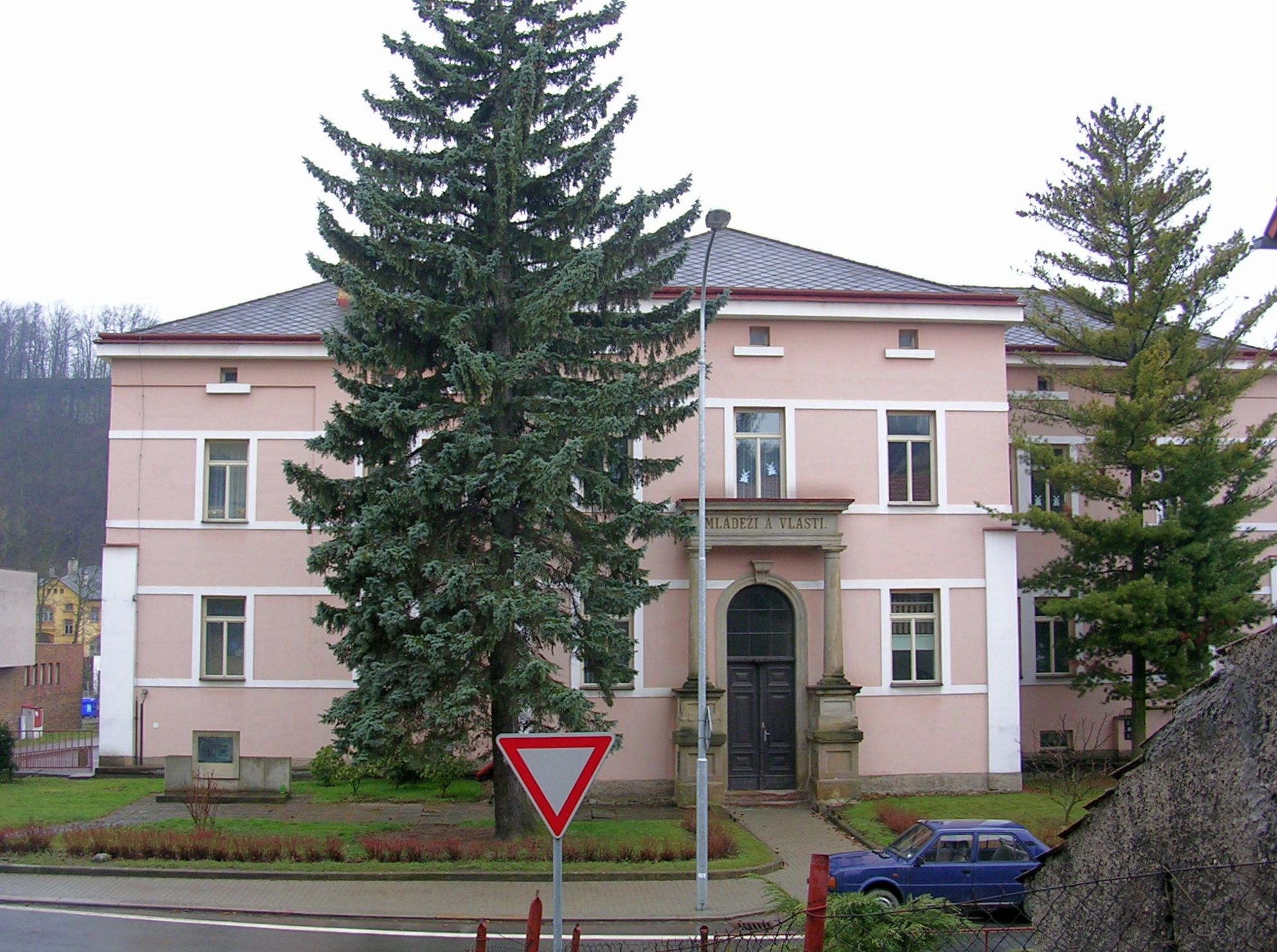
Škola
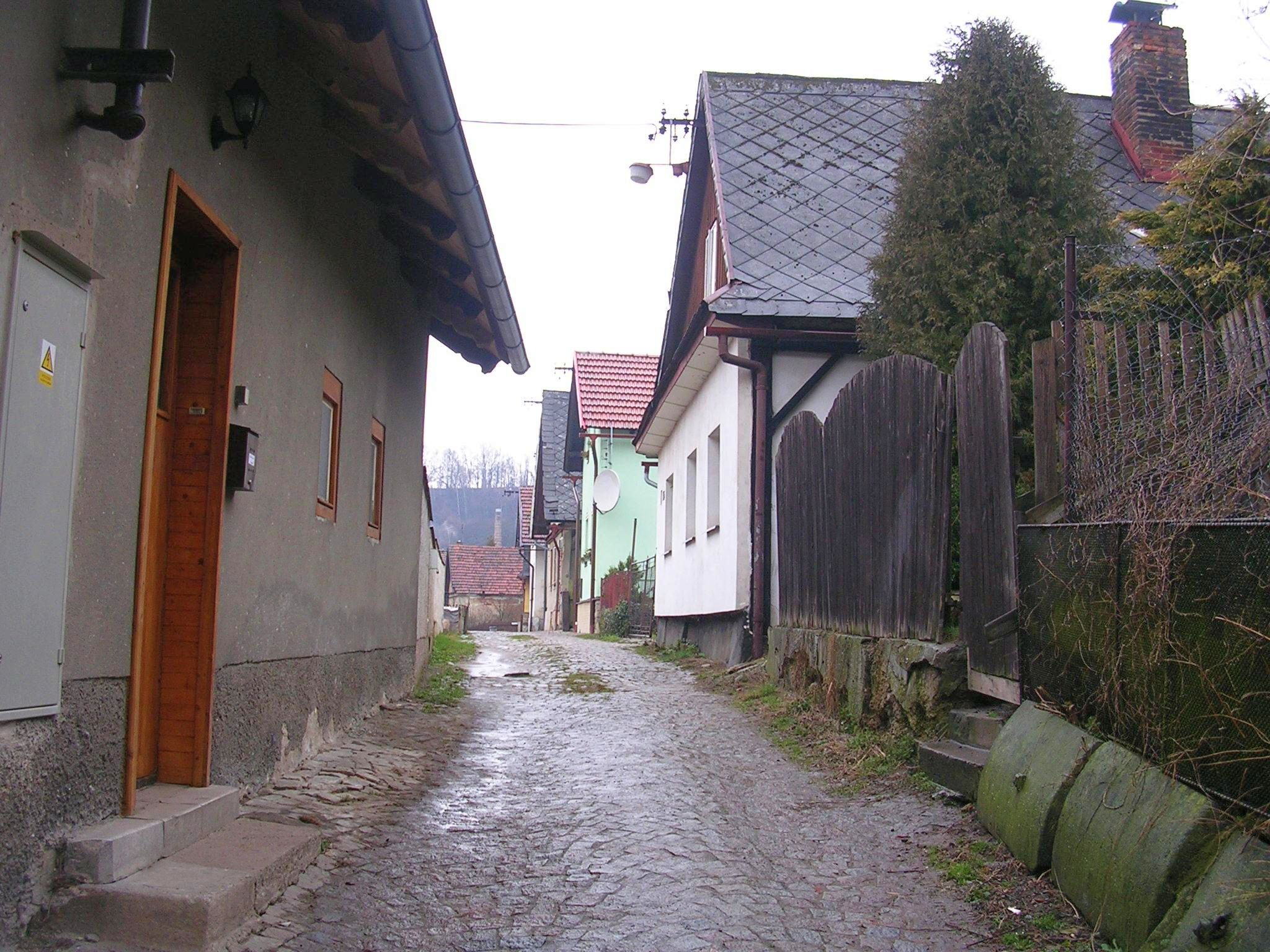
Ulička u Sokola
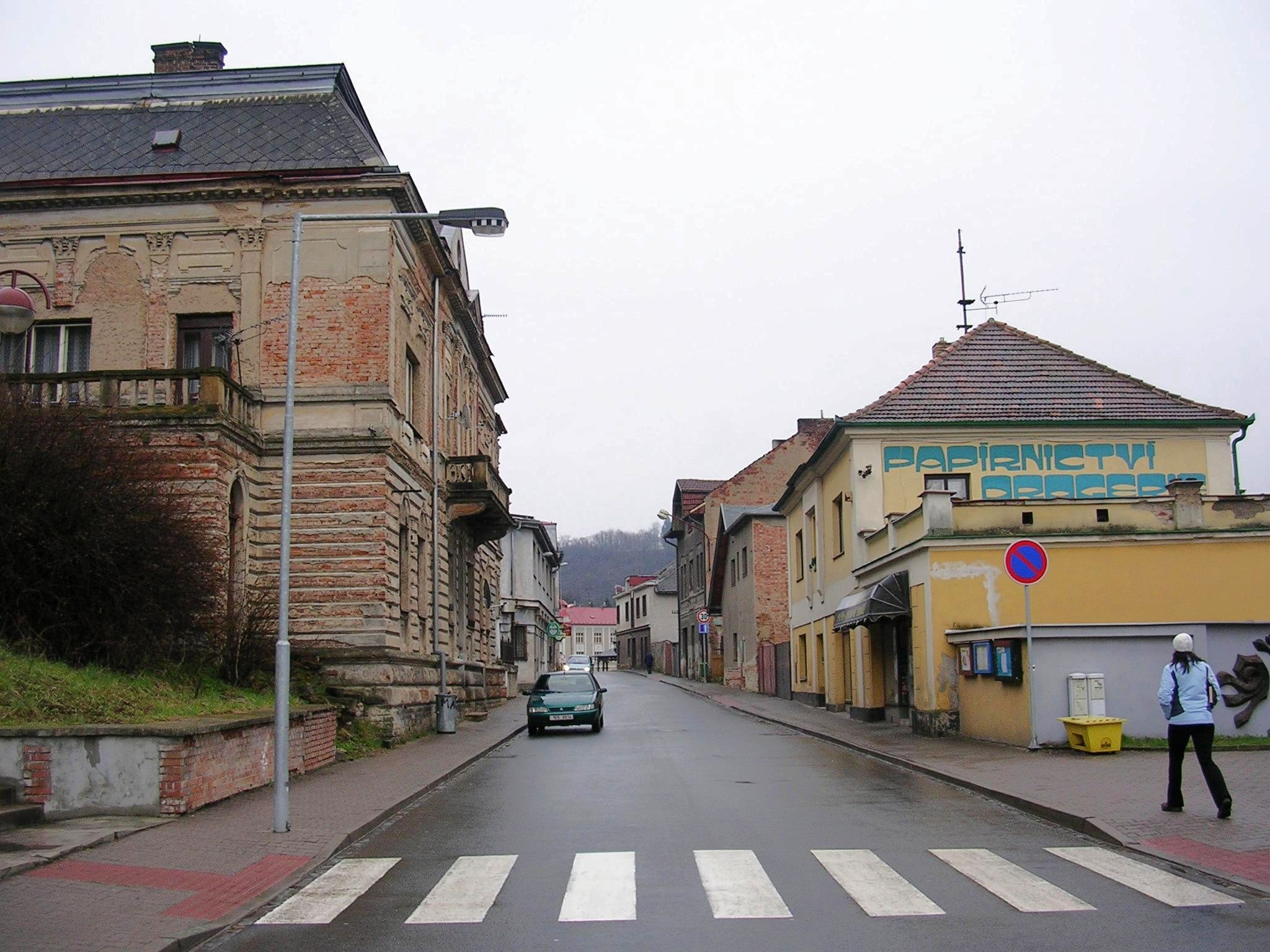
Žerotínova ulice
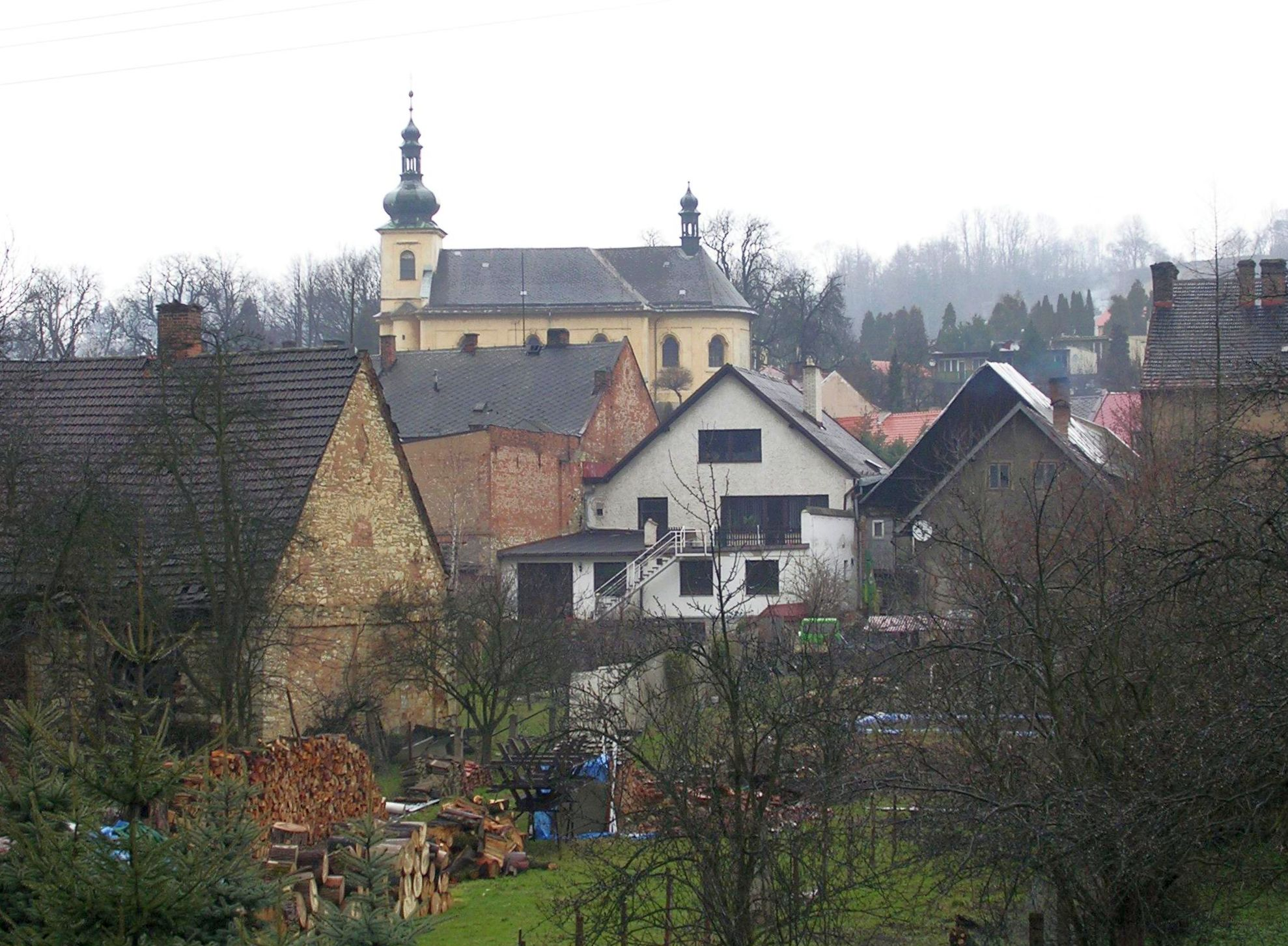
Kostel Nanebevstoupení P. Ježíše
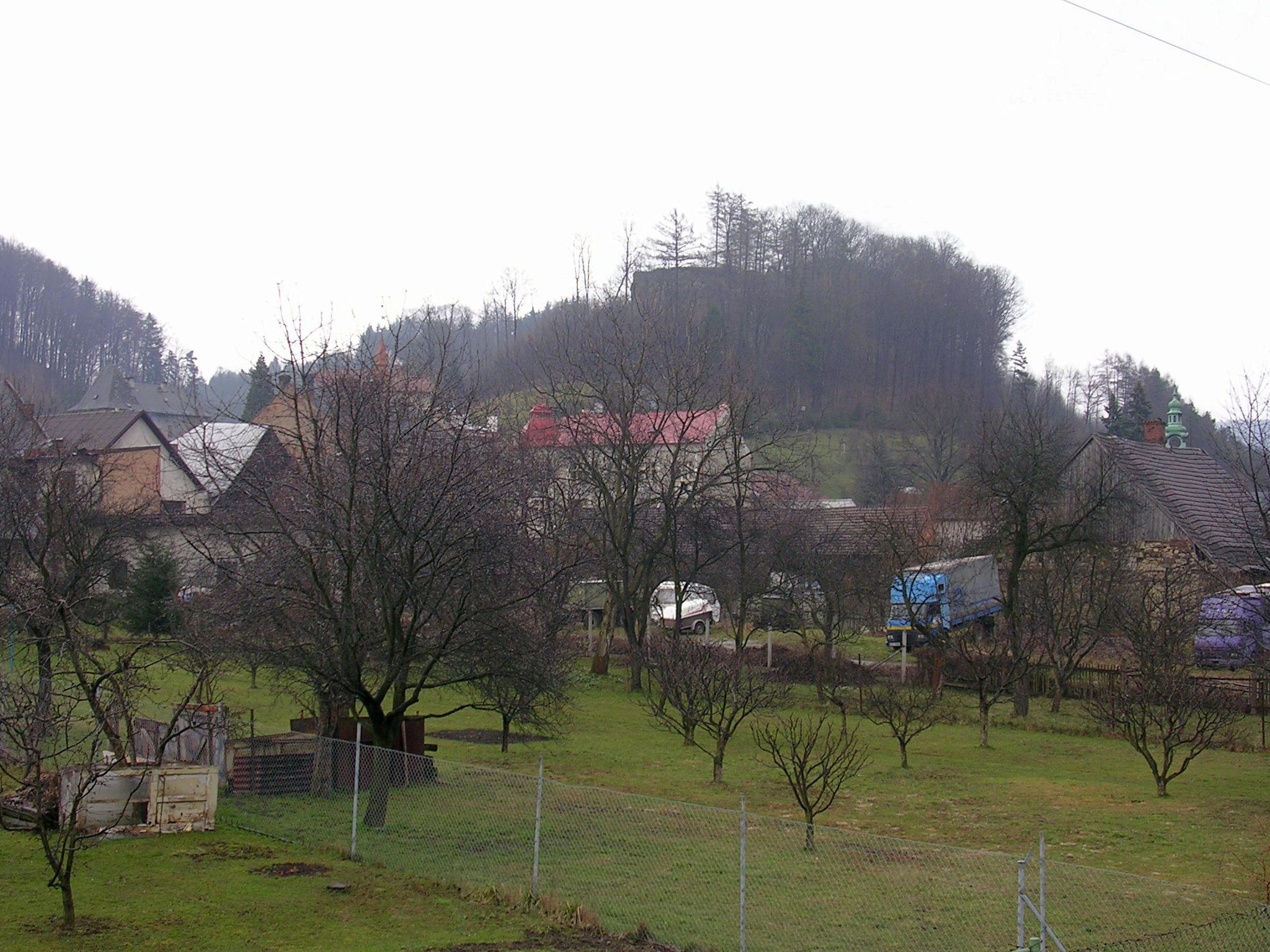
Zřícenina hradu
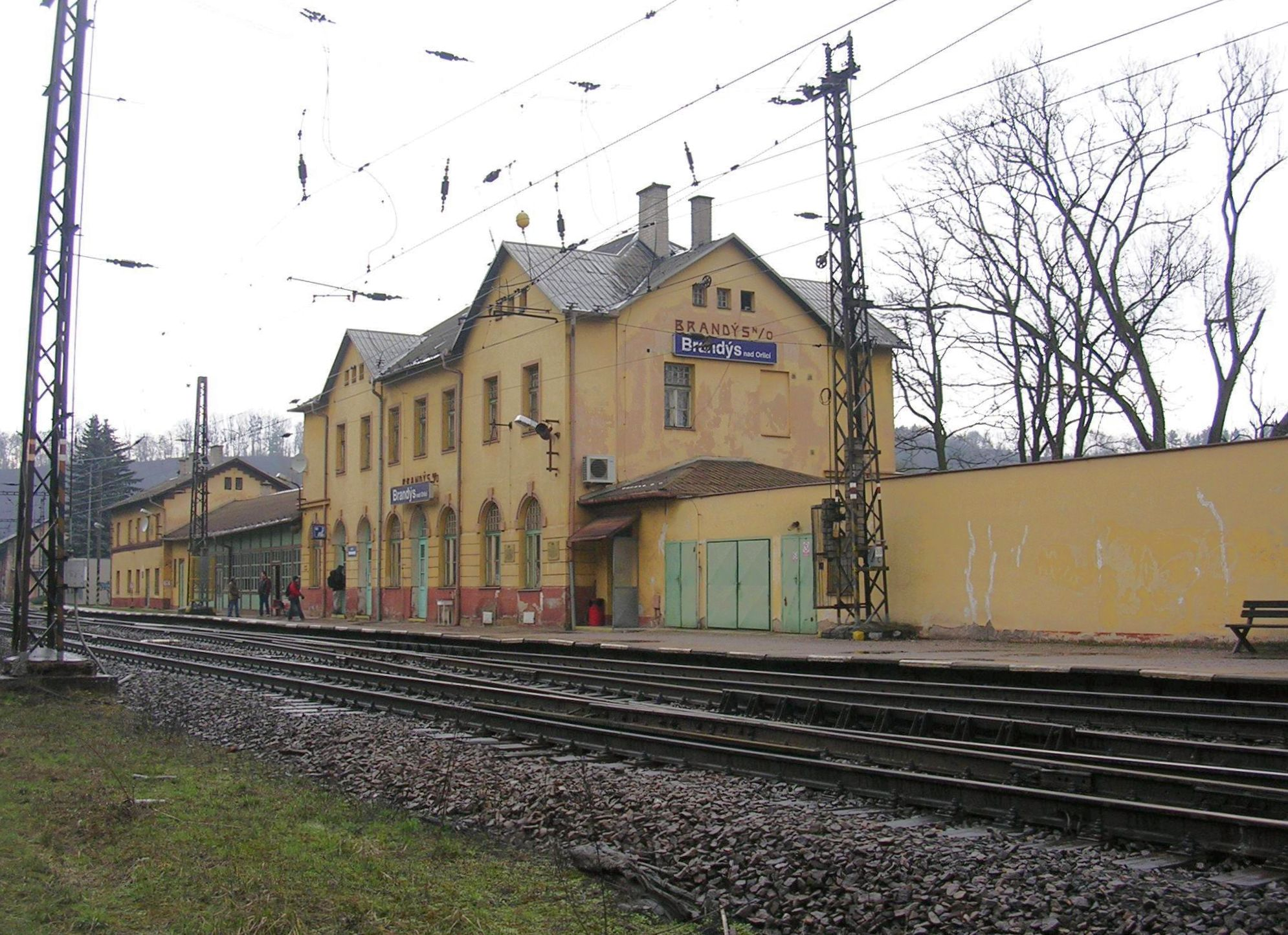
Nádraží
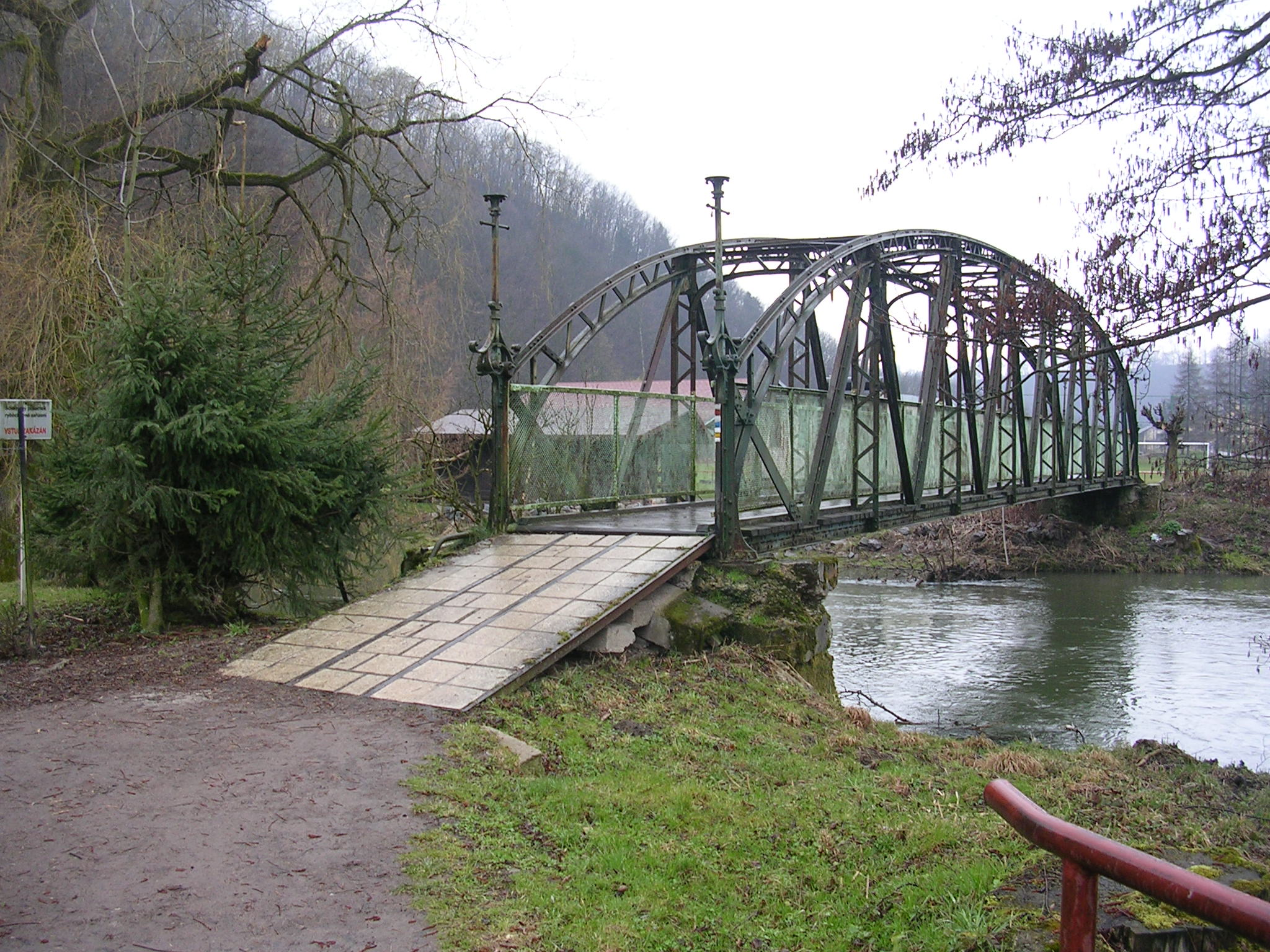
Lávka přes Tichou Orlici
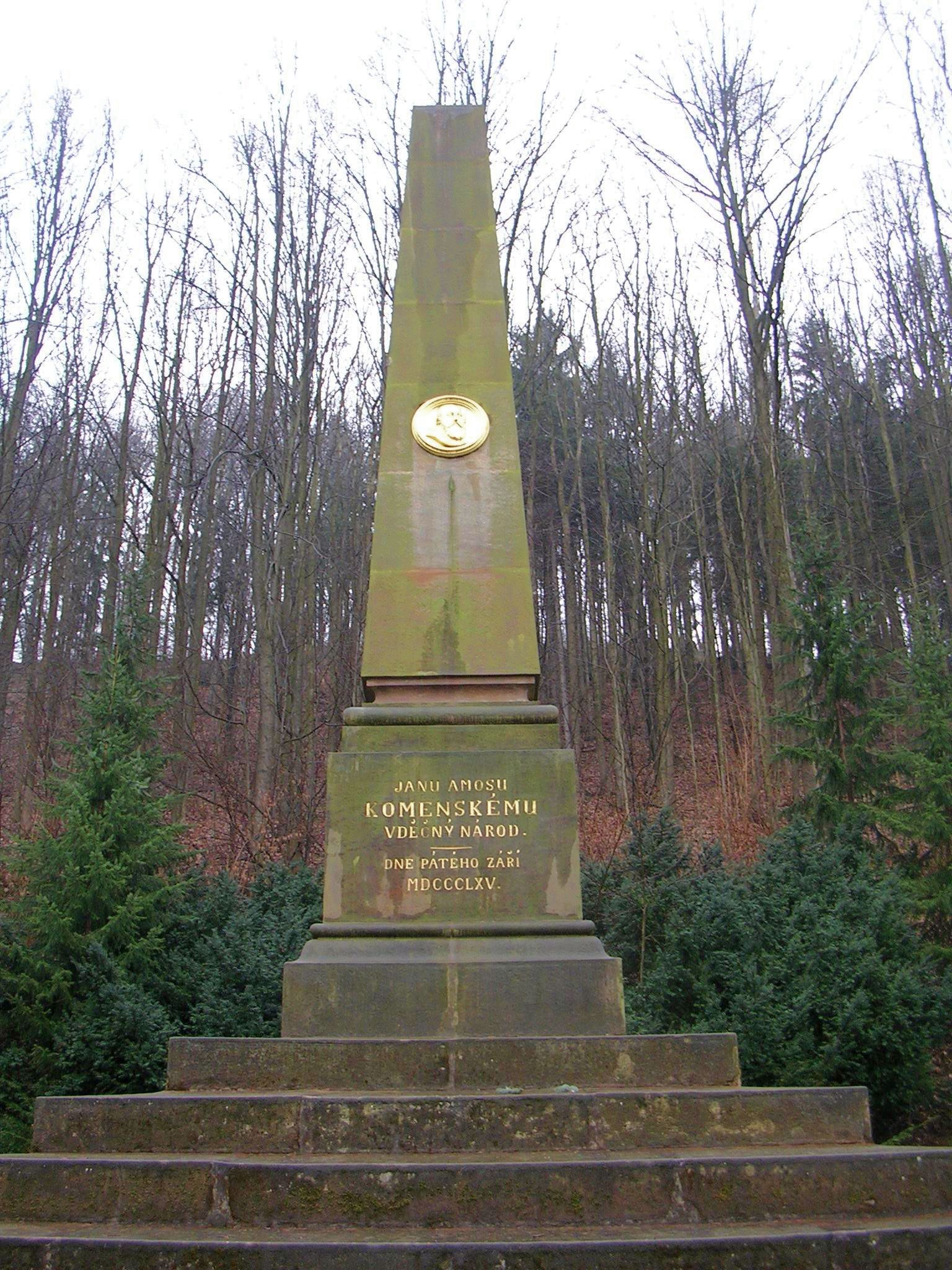
Památník J. A. Komenského v Klopotech
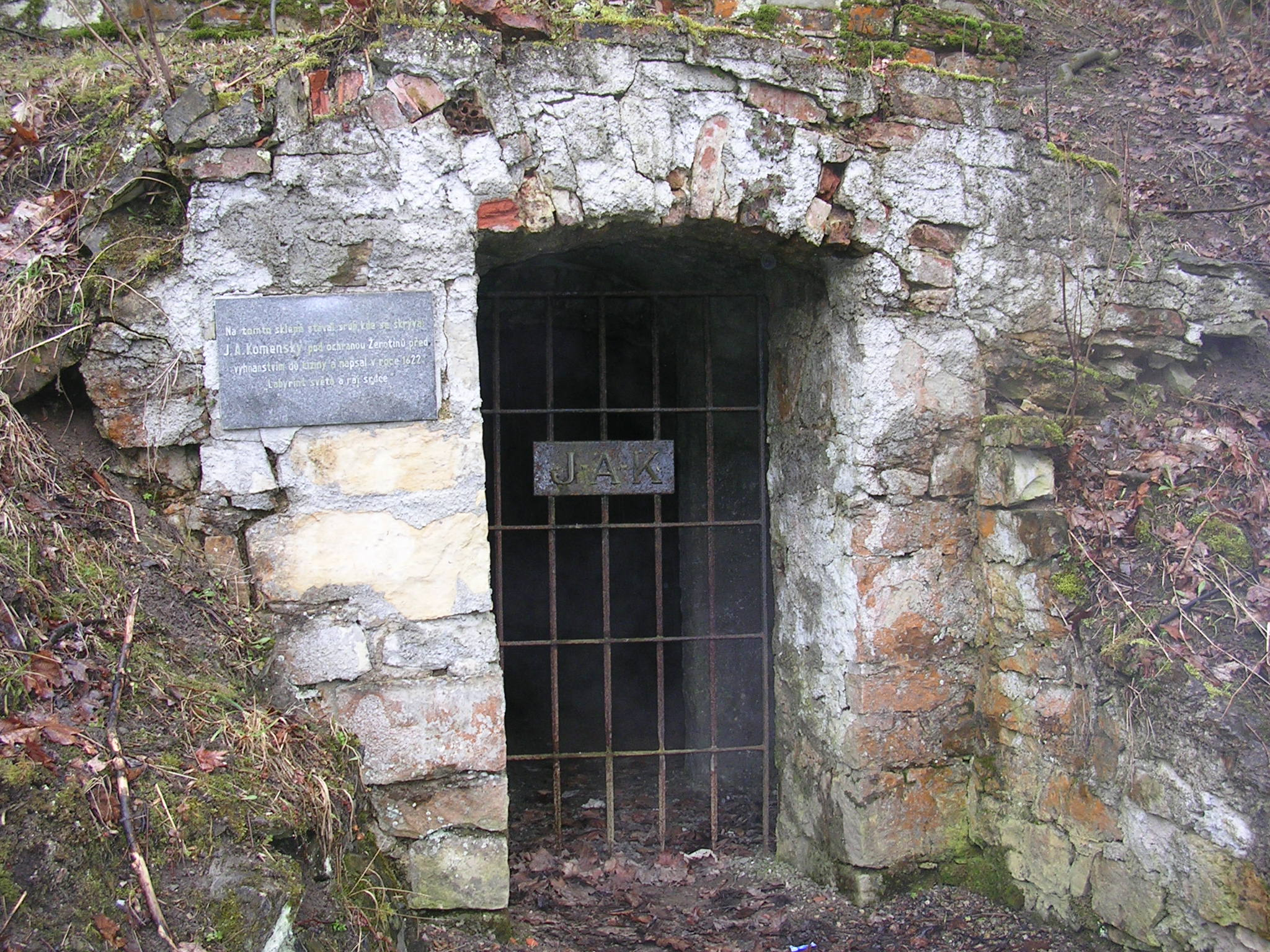
Sklep bývalého srubu J. A. Komenského
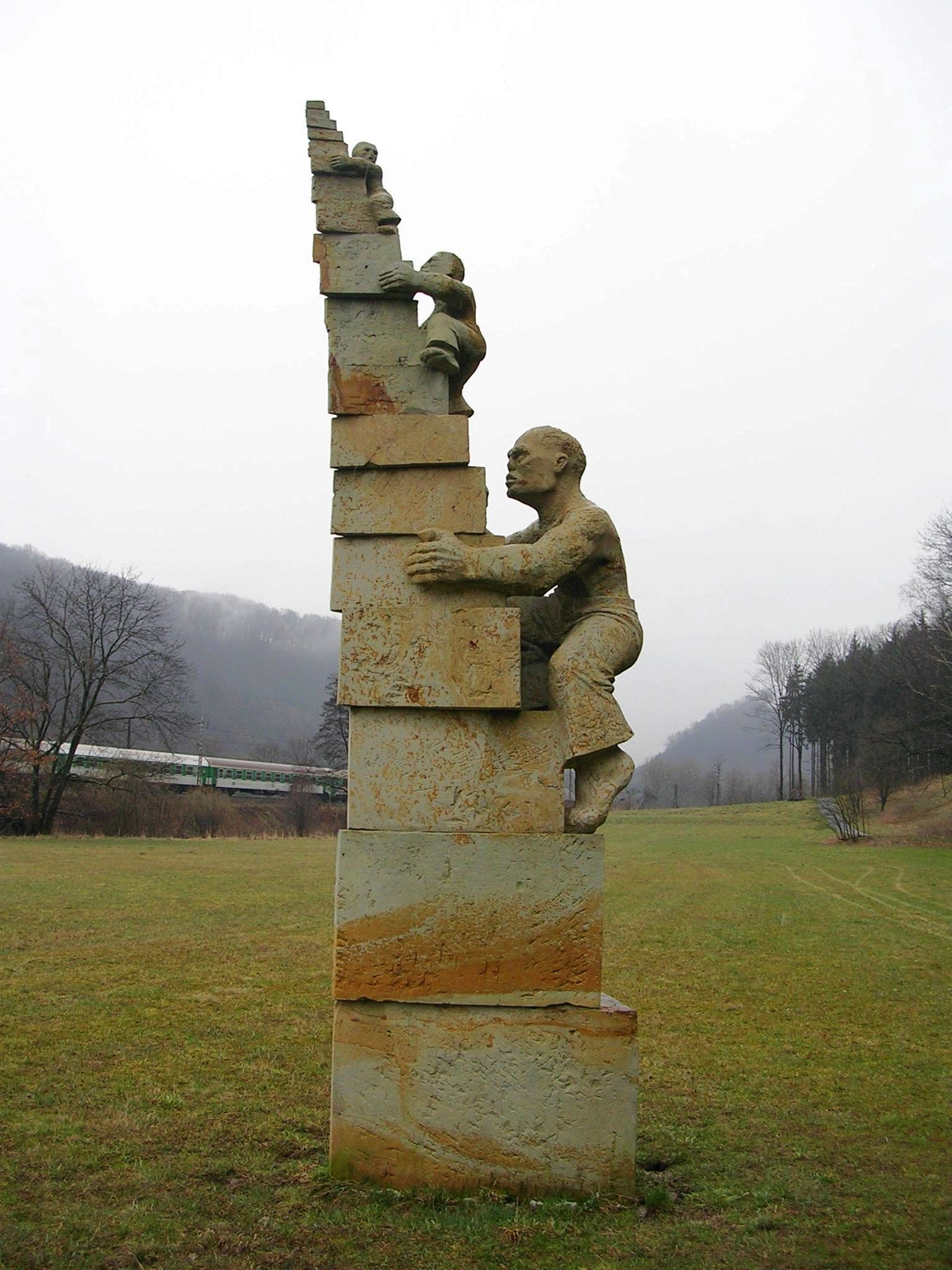
Ti před námi: socha v Klopotech